# Selección de fútbol de Euskadi
La selección de fútbol del País Vasco, que actualmente juega bajo el nombre de Euskal Selekzioa (en castellano, «selección vasca»), es un equipo de carácter no oficial organizado por la Federación Vasca de Fútbol, la entidad privada sin ánimo de lucro que gestiona fútbol, fútbol sala y fútbol playa en el ámbito de la comunidad autónoma del País Vasco (España) y federación territorial de la Real Federación Española de Fútbol en dicha comunidad autónoma. La selección acoge a jugadores de toda Euskal Herria nacidos o formados en la comunidad autónoma del País Vasco, así como en Navarra y el País Vasco francés.
Carece de reconocimiento por parte de la FIFA, pues sus estatutos (artículo 10) estipulan que para que una selección pueda participar en competiciones internacionales oficiales debe o bien representar a un estado independiente o tener autorización expresa de la federación del país correspondiente (en este caso la Federación Española de Fútbol). Es por este motivo que solo disputa partidos amistosos, o se barajan otras alternativas como la de jugar la Copa Mundial de ConIFA.[cita requerida]
Durante la Segunda República jugó bajo las denominaciones de Vasconia y Euzkadi. Tras la caída del franquismo llevó los nombres de "selección de Euzkadi" o "de Euskadi". En 2007 cambió su denominación a "selección de Euskal Herria" (en euskera Euskal Herriko Selekzioa), retomando en 2008, no sin polémica, el antiguo nombre de "selección de Euskadi".
En los últimos tiempos, los partidos de la selección vasca están marcados por un ambiente reivindicativo en favor de la oficialidad de la selección.
En las categorías inferiores, el combinado suele recibir el nombre de "selección del País Vasco" o "selección de Euskadi" y representa exclusivamente a la comunidad autónoma del País Vasco (España).

## Historia

### Inicios: la Federación Norte (1915)
A principios del siglo XX, los jugadores del País Vasco disputaban los encuentros entre regiones españolas en el combinado creado en 1915 bajo el nombre de Selección Norte, que incluía también a jugadores de Cantabria. Su primer partido fue el 3 de enero de 1915 cuando el combinado vasco-cántabro venció a Cataluña por 6-1 en Bilbao. El 7 de febrero volvieron a jugar pero en Barcelona, esta vez empataron 2-2. El 13 de mayo de 1915 ganaron la primera «Copa del Príncipe de Asturias», venciendo en Madrid por 1-0 a Cataluña y empató a uno con la selección del centro.
En mayo de 1916, la «Selección Norte» se enfrentó a Barcelona, venciendo por 1-3 en la primera y empatando en la segunda 0-0.  En junio de ese mismo año la selección vasco-cántabra vencía de nuevo a Cataluña en Bilbao por 5-0.
En 1922 se crearon equipos separados para vascos y cántabros, al no aceptar estos últimos el cambio de nombre de la Federación Norte por Federación Vizcaína.

### Primera selección vasca (1930)

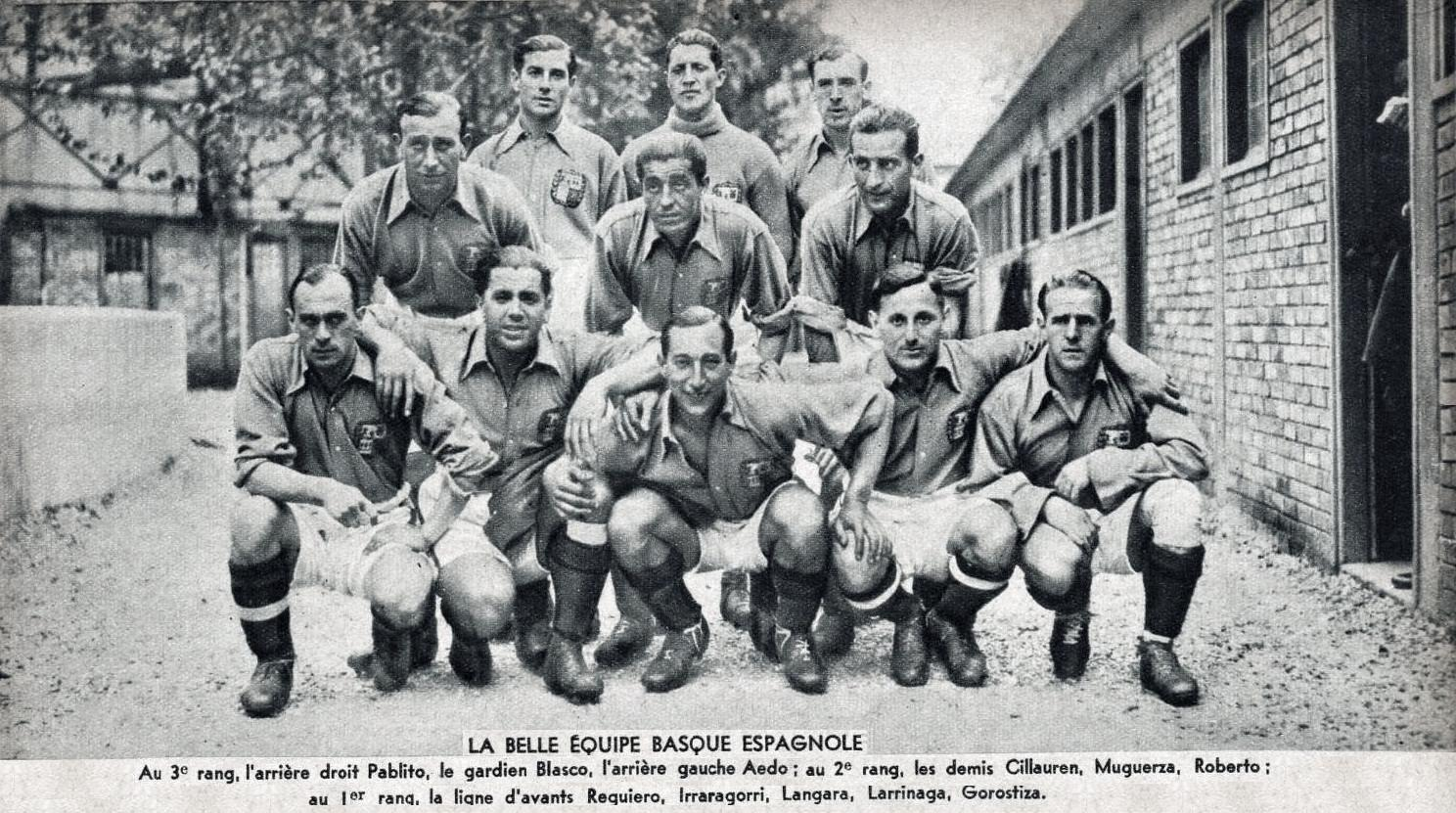
La selección de Euzkadi en París (abril de 1937).

La selección debutó en 1930 con el nombre de Vasconia venciendo a la selección catalana por 0-1 en Montjuïc. Un año más tarde en 1931, derrotó de nuevo al combinado catalán por 3-2 en Bilbao.
El 29 de noviembre de 1936 se enfrentó al Racing Club de Santander en el sardinero
En 1937, durante la Guerra Civil Española, el primer lehendakari, José Antonio Aguirre, que había sido jugador del Athletic Club, organizó una selección llamada Euzkadi con el fin de recaudar fondos para la Asistencia Social del Gobierno Vasco y dar a conocer la situación política en el exterior.  El equipo estaba formado por los siguientes jugadores:
- Porteros: Gregorio Blasco (Athletic) y Rafael Egusquiza (Arenas).
- Defensas: Serafín Aedo (Betis), Pedro Areso (F. C. Barcelona) y Pablito Barcos (Universitario de Deportes).
- Medios: Leonardo Cilaurren (Athletic), José Muguerza (Athletic), Pedro Regueiro (Real Madrid C. F.), Roberto Echevarría (Athletic), Ángel Zubieta (Athletic), Tomás Aguirre (Nîmes) y Enrique Larrinaga (R. C. Racing de Santander).
- Delanteros: José Iraragorri (Athletic), Emilio Alonso (Real Madrid C. F.), Isidro Lángara (Real Oviedo), Luis Regueiro (Real Madrid C. F.), Chirri II (sin equipo), José Manuel Urquiola (Athletic de Madrid) y Guillermo Gorostiza (Athletic).

Como entrenador, Pedro Vallana; como masajista, Perico Birichinaga; y como delegado, Ricardo Irezábal. Debutó ganando en el parisino Parque de los Príncipes al campeón de la liga francesa, el Racing de París, por 3-0 y posteriormente al Olympique de Marsella por 5-1
La primera derrota fue 2-3 contra Sparta Praga.
Su gira por la Unión Soviética (Rusia, Bielorrusia, Ucrania y Georgia) fue la etapa más interesante tanto a nivel deportivo, como en lo económico y político. Euzkadi ganó contra Lokomotiv (5-1), Dinamo de Moscú (2-1 y 7-4), Dinamo de Kiev (3-1), Dinamo Tbilisi (2-0), selección de Georgia (3-1) y Dinamo de Minsk (6-1). Los resultados de los dos partidos que no ganó (2-2 contra la selección de la ciudad de Leningrado y 2-6 contra el Spartak de Moscú) se explican en gran parte por manipulaciones iniciadas por representantes del aparato estatal soviético.
En 1937 Euzkadi jugó también dos veces más contra el Racing de París (2-5 y 3-3), Checoslovaquia (2-1), selección de Silesia (4-3), selección de Noruega (3-1), selección de la federación deportiva obrera (AIF) de Noruega (3-2) y para terminar la mayor goleada contra la selección de Dinamarca (11-1).
Tras la caída de Bilbao el equipo cruzó el Atlántico para jugar en México donde ganó en 13 de sus 17 partidos y en Cuba donde ganó todos los partidos disputados a excepción de un empate contra la Juventud Asturiana (4-4) y dos derrotas contra la Juventud Asturiana (3-2) y el DC Gallego (3-0).
Jugó bajo el nombre de Club Deportivo Euzkadi la Liga Mayor, en la temporada 1938-39 en la que participaban otros equipos de tradición peninsular como el Real Club España y el Asturias. A su llegada a México tuvieron un  gran recibida por parte de los industriales Angel Urraza, Martin Oyamburu y Miguel Oyamburu quienes los apoyaban con efectivo y patrocinios. La web de la selección de Euskadi indica que se proclamó campeona, con 13 victorias, un empate y tres derrotas,  algo imposible, ya que se jugaban 12 partidos en ese entonces, la web de la Federación Mexicana de Fútbol indica que ese año fue el Asturias el campeón. Acabada la guerra civil el equipo se disolvió percibiendo cada integrante como recompensa 10 000 pesetas. Algunos de sus jugadores se quedaron en América y participaron en las competiciones latinoamericanas.

### El partido contra el Real Madrid (1966)
Se jugó en el Stadium Gal de Irún el 26 de junio de 1966, con motivo del cincuentenario del Real Unión Club de Irún. Por parte vasca jugaron Carmelo (Alarcia); Gorriti, Martínez, Marigil (Zabala); Azcárate (Irureta), Iguarán; Amas, Urreizti,
Landa (Chapela), Mauri, Mendiluce (Erro). Por parte madridista jugaron: Araquistáin; Pachín, Santamaría, Miera; F. Ruiz,
Blanco; Serena, Goyvaerts, Grosso, Puskas, Bueno. Santiago Bernabeu efectuó el saque de honor en los prolegómenos del encuentro. El resultado final fue de 0-2 con goles de Bueno, ambos en la primera parte. Arbitró Ortiz de Mendíbil.
También se jugaron los siguientes partidos:
1971 Euskadi-Cataluña homenaje al árbitro Gardeazábal
1976 Real Valladolid-Euskadi homenaje a Lizarralde. Con Iribar de capitán.
1977 At. Madrid-Euskadi homenaje a Garate 
1978 Euskadi-Unión Soviética en San Mamés  

### Resurgimiento (1979)
Hasta el 16 de agosto de 1979 no volvería a jugar ningún partido debido a la dictadura franquista. El combinado disputó este primer partido bajo el nombre de Euskadi en el estadio de San Mamés durante la Semana Grande de Bilbao, con victoria frente a Irlanda (4-1) y la prohibición gubernamental expresa de que sonara el himno vasco (Gernikako arbola) al inicio del partido, lo que hizo que el lehendakari Garaikoetxea abandonara el palco, gesto que fue acompañado por los presidentes de las diputaciones y los alcaldes de las capitales vascas. El Club Atlético Osasuna fue el único club con jugadores convocados en negarse a aportar jugadores [cita requerida]. Lángara e Iraragorri hicieron el saque de honor e Iribar ejerció como capitán. El encuentro se disputó dentro de una de las manifestaciones culturales que más repercusión tuvo en la sociedad vasca, como fue la campaña a favor del euskera "Bai euskarari", organizada por Sustraiak.
Meses después repetiría éxito en San Sebastián, en el mítico estadio de Atocha, frente a Bulgaria (4-0). En 1980, en Vitoria, frente a Hungría perdió por 1-5.
Desde entonces ha jugado 20 partidos, con 3 derrotas solamente. Entre otros: Tottenham Hotspur (4-0), Rumanía (2-2), Bolivia (3-1), Rusia (1-0), Paraguay (1-1), Estonia (3-0), Yugoslavia (3-0), Uruguay (5-1), Nigeria (5-1), Marruecos (3-2), Ghana (3-2), Macedonia (1-1), Uruguay (2-1), Bulgaria (2-0) derrotas contra Camerún (0-1) y Gales (0-1), victoria frente a Serbia (4-0) y empate a dos goles en el 2007 contra Cataluña en el Camp Nou
El 20 de junio de 2007, tras 69 años sin jugar fuera de España, la selección de Euskadi se enfrentó a la de Venezuela en San Cristóbal (Venezuela), ganando por 3-4. El último partido fuera, en plena guerra civil española, había sido frente a Cuba en La Habana el 20 de junio de 1938. La selección de Euskadi venció entonces por un contundente 0-6.

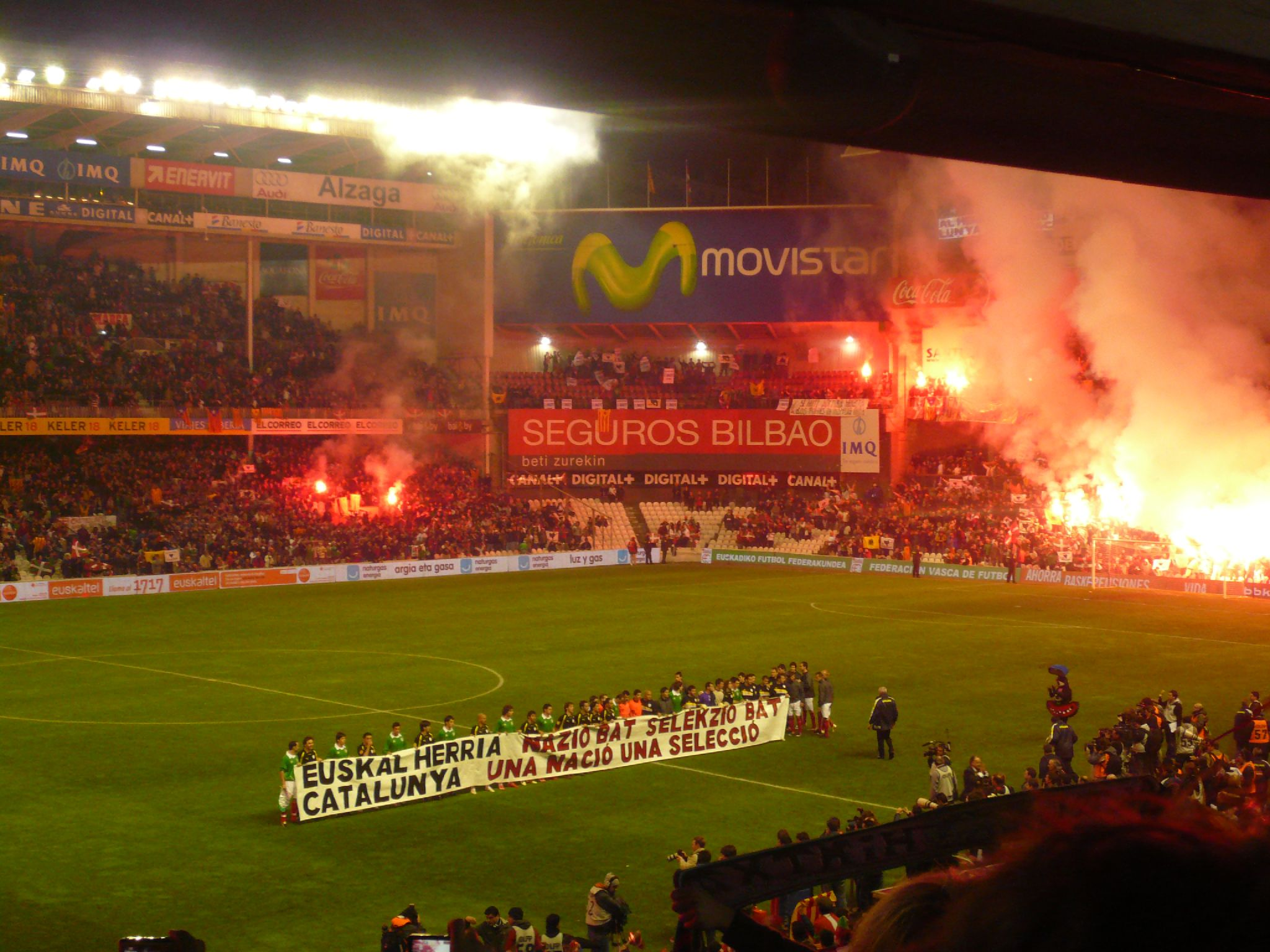
Prolegómenos del partido disputado en diciembre de 2007 contra. Los jugadores de ambos equipos portan una pancarta con el lema "Una nación, una selección".

### Selección de Euskal Herria (2007)
El 29 de diciembre de 2007 jugó un partido amistoso contra la selección de Cataluña en San Mamés, por primera vez bajo el nombre de Euskal Herria. El resultado fue de Euskal Herria 1-1 Cataluña. El cambio de denominación impulsado por la Federación Vasca ha sido objeto de rechazo por parte de políticos afines al Partido Nacionalista Vasco, incluyendo al propio lehendakari Juan José Ibarretxe.

### De nuevo selección de Euskadi (2008)
Para el partido amistoso programado para el descanso navideño de la temporada 2008/2009, la Federación Vasca de Fútbol había propuesto devolver al equipo la denominación anterior, "selección de Euskadi". Numerosos futbolistas vascos firmaron un comunicado anunciando que no acudirían a la convocatoria si no era para jugar bajo el nombre "Euskal Herria". La polémica trascendió el ámbito deportivo y en contra de dicho manifiesto se posicionaron PNV, PSE y PP; en favor del mismo se mostraron EA, IU-EB y ANV.

### Selección vasca (a partir de 2009)

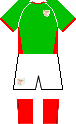
Equipación del 2012

Finalmente, en el año 2009 se llegó a un consenso bajo el nombre de "Euskal Selekzioa" (Selección Vasca). Sin embargo, discrepancias entre la federación y jugadores y Esait provocaron nuevamente que el partido previsto contra la selección de Irán no se jugase.
En el año 2010, en cambio y a pesar de que nuevamente no hubo acuerdo entre jugadores y federación, los jugadores aceptaron jugar el partido que se disputó el 29 de diciembre en San Mamés, entre la selección vasca y la selección de Venezuela (3-1). En este partido se le dio la insignia de oro de la Federación Vasca de Fútbol a Joseba Etxeberria, exjugador del Athletic Club, por ser el futbolista vasco que más partidos había disputado con la selección, el cual efectuó el saque de honor.
En 2011 disputó dos partidos. El 25 de mayo visitó a la selección de Estonia (1-2) y el 28 de diciembre jugó en San Mamés contra Túnez (0-2).
En diciembre del 2012 jugó un partido amistoso ante la selección de Bolivia, cuyo resultado fue una victoria por 6-1 ante los sudamericanos. Siguiendo con los tradicionales partidos de fin de año, se enfrentó ante la selección de fútbol del Perú el 28 de diciembre de 2013, con una sólida victoria de 6-0 en su primer partido en el nuevo San Mamés.

## Oficialidad
Las selecciones autonómicas de España juegan partidos amistosos y diversos torneos, pero no pueden participar en competiciones oficiales internacionales, únicamente puede competir oficialmente como selección autonómica en el seno de las competiciones de la Federación Española de Fútbol. La Federación Vasca de Fútbol reivindica su oficialidad, pero, al no cumplir los requisitos de ingreso en UEFA tampoco puede ingresar en FIFA por lo que ésta no puede permitir su participación. En competiciones internacionales, se encuentra integrada dentro de la selección española.

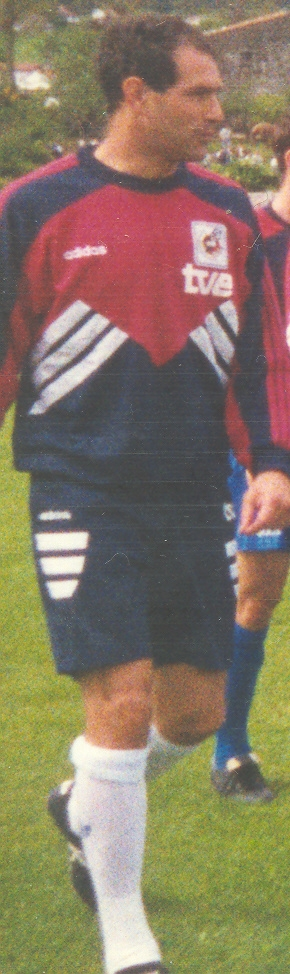
Andoni Zubizarreta (4 partidos con la tricolor vasca) es el sexto jugador que más partidos ha disputado en la historia de la selección española (126), de la cual fue durante años capitán.

## Jugadores

### Plantilla
Los siguientes jugadores fueron elegidos para afrontar el partido amistoso contra la selección de Uruguay (23 de marzo de 2024).

## Partidos
| Fecha                   | Local     | Resultado | Visitante       | Lugar                              | Forma |
| ----------------------- | --------- | --------- | --------------- | ---------------------------------- | ----- |
| 21 de marzo de 1990     | Euskadi   | 2-2       | Rumanía         | San Mamés, Bilbao                  | E     |
| 22 de diciembre de 1993 | Euskadi   | 3-1       | Bolivia         | Anoeta, San Sebastián              | G     |
| 23 de diciembre de 1994 | Euskadi   | 1-0       | Rusia           | San Mamés, Bilbao                  | G     |
| 22 de diciembre de 1995 | Euskadi   | 1-1       | Paraguay        | San Mamés, Bilbao                  | E     |
| 26 de diciembre de 1996 | Euskadi   | 3-0       | Estonia         | San Mamés, Bilbao                  | G     |
| 26 de diciembre de 1997 | Euskadi   | 3-1       | R.F. Yugoslavia | San Mamés, Bilbao                  | G     |
| 28 de diciembre de 1998 | Euskadi   | 5-1       | Uruguay         | Anoeta, San Sebastián              | G     |
| 29 de diciembre de 1999 | Euskadi   | 5-1       | Nigeria         | San Mamés, Bilbao                  | G     |
| 29 de diciembre de 2000 | Euskadi   | 3-2       | Marruecos       | San Mamés, Bilbao                  | G     |
| 29 de diciembre de 2001 | Euskadi   | 3-2       | Ghana           | San Mamés, Bilbao                  | G     |
| 28 de diciembre de 2002 | Euskadi   | 1-1       | Macedonia       | San Mamés, Bilbao                  | E     |
| 27 de diciembre de 2003 | Euskadi   | 2-1       | Uruguay         | San Mamés, Bilbao                  | G     |
| 29 de diciembre de 2004 | Euskadi   | 2-0       | Honduras        | Anoeta, San Sebastián              | G     |
| 28 de diciembre de 2005 | Euskadi   | 0-1       | Camerún         | San Mamés, Bilbao                  | P     |
| 21 de mayo de 2006      | Euskadi   | 0-1       | Gales           | San Mamés, Bilbao                  | P     |
| 8 de octubre de 2006    | Cataluña  | 2-2       | Euskadi         | Camp Nou, Barcelona                | E     |
| 27 de diciembre de 2006 | Euskadi   | 4-0       | Serbia          | San Mamés, Bilbao                  | G     |
| 20 de junio de 2007     | Venezuela | 3-4       | Euskadi         | Pueblo Nuevo, San Cristóbal        | G     |
| 29 de diciembre de 2007 | Euskadi   | 1-1       | Cataluña        | San Mamés, Bilbao                  | E     |
| 29 de diciembre de 2010 | Euskadi   | 3-1       | Venezuela       | San Mamés, Bilbao                  | G     |
| 25 de mayo de 2011      | Estonia   | 1-2       | Euskadi         | A. Le Coq Arena, Tallin            | G     |
| 28 de diciembre de 2011 | Euskadi   | 0-2       | Túnez           | San Mamés, Bilbao                  | P     |
| 29 de diciembre de 2012 | Euskadi   | 6-1       | Bolivia         | Anoeta, San Sebastián              | G     |
| 28 de diciembre de 2013 | Euskadi   | 6-0       | Perú            | San Mamés, Bilbao                  | G     |
| 28 de diciembre de 2014 | Euskadi   | 1-1       | Cataluña        | San Mamés, Bilbao                  | E     |
| 26 de diciembre de 2015 | Cataluña  | 0-1       | Euskadi         | Camp Nou, Barcelona                | G     |
| 27 de mayo de 2016      | Córcega   | 1-1(8-9)  | Euskadi         | Stade Ange Casanova, Ajaccio       | E(G)  |
| 30 de diciembre de 2016 | Euskadi   | 3-1       | Túnez           | San Mamés, Bilbao                  | G     |
| 12 de octubre de 2018   | Euskadi   | 4-2       | Venezuela       | Mendizorroza, Vitoria              | G     |
| 29 de mayo de 2019      | Panamá    | 0-0       | Euskadi         | Rommel Fernández, Ciudad de Panamá | E     |
| 16 de noviembre de 2020 | Euskadi   | 2-1       | Costa Rica      | Ipurúa, Éibar                      | G     |
| 23 de marzo de 2024     | Euskadi   | 1-1       | Uruguay         | San Mamés, Bilbao                  | E     |

## Palmarés

### Selección absoluta
Masculina
- Copa Príncipe de Asturias: 1915
- Trofeo del Centenario (Cataluña): 2015
- Torneo Amistoso de Córcega: 2016

Femenina
- Basque Country International Women´s Cup: 2021

## Otras categorías

### Selección de fútbol amateur de Euskadi
- Campeón de la fase española de la Copa de las Regiones de la UEFA (2): 2004, 2006
- Campeón de la Copa de las Regiones de la UEFA (1): 2005
- Subcampeón de la fase española de la Copa de las Regiones de la UEFA: 2002